# Lövsjön (Borgsjö socken, Medelpad)
Lövsjön är en sjö i Ånge kommun i Medelpad och ingår i Ljungans huvudavrinningsområde. Sjön har en area på 0,161 kvadratkilometer och ligger 293 meter över havet. Sjön avvattnas av vattendraget Kvarnån.

## Delavrinningsområde
Lövsjön ingår i det delavrinningsområde (694083-150792) som SMHI kallar för Utloppet av Lövsjön. Medelhöjden är 405 meter över havet och ytan är 12,96 kvadratkilometer. Det finns inga avrinningsområden uppströms utan avrinningsområdet är högsta punkten. Kvarnån som avvattnar avrinningsområdet har biflödesordning 2, vilket innebär att vattnet flödar genom totalt 2 vattendrag innan det når havet efter 101 kilometer. Avrinningsområdet består mestadels av skog (85 procent). Avrinningsområdet har 0,46 kvadratkilometer vattenytor vilket ger det en sjöprocent på 3,6 procent.